# Видар Эдн Кьяртанссон
Видар Эдн Кьяртанссон (исл. Viðar Örn Kjartansson; род. 11 марта 1990, Сельфосс) — исландский футболист, нападающий клуба «Акюрейри» и сборной Исландии.

## Клубная карьера
Видар дебютировал за «Селфосс» в 2006 году, в возрасте 16 лет. В 2009 году, перешёл в клуб Исландской премьер-лиги «Вестманнаэйяр», но после непродолжительной работы в клубе, вернулся в «Селфосс». В 2013 году, перешёл в исландский клуб «Филкир». В 2014 году перешёл в норвежскую «Волеренгу», где после первого года в норвежском клубе, Видар в итоге оказался лучшим бомбардиром в норвежской высшей лиге с 25 забитыми мячами в 29 играх.
В 2015 году перешел в состав китайского клуба «Цзянсу Сунин». Сезон 2016 года провел в составе шведского клуба «Мальмё», вместе с которым выиграл титул чемпиона Швеции. С 2016 года по 2018 играл за клуб «Маккаби» Тель-Авив, в 2017 году стал лучшим бомбардиром чемпионата Израиля.
31 августа 2018 года подписал контракт с футбольным клубом «Ростов» рассчитанным на 4 года.
18 марта 2019 года перешел в шведский «Хаммарбю» на правах аренды до 15 июля 2019 года.
20 июля 2019 года перешёл на правах аренды в казанский «Рубин», арендное соглашение было рассчитано до 30 июня 2020 года, но уже в декабре 2019 клубы договорились о возвращении Видара в «Ростов».
27 января 2020 года был арендован турецким «Ени Малатьяспор» до окончания сезона 2019/20.

## Международная карьера
Видар дебютировал за сборную в 2014 году. Кьяртанссон не попал на Евро 2016 и чемпионат мира по футболу 2018. Видар неожиданно объявил о завершении международной карьеры в октябре 2018 году в 28 лет, сыграв 19 матчей и отличившись 2 раза. В марте 2019 года Видар отменил своё решение об уходе из национальной сборной и был вызван в сборную на матчи отборочного турнира Евро-2020 против Андорры и Франции.

### Голы за сборную
| Гол | Дата           | Стадион                                     | Соперник | Гол | Счет | Статус матча                |
| --- | -------------- | ------------------------------------------- | -------- | --- | ---- | --------------------------- |
| 1   | 16 января 2016 | Мохаммед бин Зайед Стэдиум, Абу-Даби, ОАЭ   | ОАЭ      | 1:0 | 1:2  | Товарищеский                |
| 2   | 14 ноября 2017 | Абдула бин Халаифа Стэдиум, Доха, Катар     | Катар    | 1:0 | 1:1  | Товарищеский                |
| 3   | 22 марта 2019  | Эстади Насьональ, Андорра-ла-Велья, Андорра | Андорра  | 2:0 | 2:0  | Отборочный турнир Евро-2020 |

## Достижения

### Командные
«Цзянсу Сунин»
- Обладатель Кубка Китая: 2015

«Мальмё»
- Чемпион Швеции: 2016[5]

«Маккаби»
- Обладатель Кубка Тото: 2017/2018[6]

### Личные
- Лучший бомбардир чемпионата Исландии: 2013 (13, совместно с двумя игроками)
- Лучший бомбардир чемпионата Норвегии: 2014 (25)
- Лучший бомбардир чемпионата Израиля: 2017 (19)